# Václav Halama
Václav Halama vagy Wenzel Halama (Gablonz, 1940. november 4. – 2017. június 8.) cseh labdarúgó, fedezet, edző.

## Pályafutása

### Játékosként
A Dukla Tábor, a LIAZ Jabonec és a svájci FC Uster csapataiban játszott.

### Edzőként
1974 és 1976 között a LIAZ Jabonec csapatánál dolgozott segédedzőként. 1976-ban az NSZK-ban telepedett le és diplomát szerzett a világhírű kölni Német Sport Főiskolán (Deutsche Sporthochschule). 1976 novembere és 1978 között Max Merkel segédedzője volt az FC Augsburgnál. 1978 és 1981 között az osztrák Grazer AK vezetőedzője volt. A grazi csapattal 1981-ben osztrák kupát nyert. Az 1981–82-es idényre visszatért az NSZK-ba a másodosztályú 1860 Münchenhez, ahol olyan játékosok voltak a csapatában, mint Rudi Völler, Herbert Waas és Wolfgang Sidka. 1982 áprilisában elhagyta a müncheni csapatot és az Austria Wien vezetőedzője lett. Az 1982–83-as idényben KEK-elődöntős volt a csapattal. 1983 nyarán szerződött az Austriához Nyilasi Tibor. A következő idényben bajnokságot nyert a csapattal és Nyilasi gólkirály lett. 1984-ben a görög AÉK-hoz szerződött, de az őszi idény után decemberben szerződést bontottak az athéni klubbal. 1985 februárjában már ismét az 1860 München vezetőedzője volt másfél idényen át, egészen 1986 nyaráig tevékenykedett. 1987 januárjától 1988 nyaráig a svájci FC Locarno szakmai munkáját irányította. Az 1988–89-es idényben ismét a Grazer AK vezetőedzője volt.

## Sikerei, díjai

### Edzőként
Grazer AK
- Osztrák kupa
  - győztes: 1981

 Austria Wien
- Osztrák bajnokság
  - bajnok: 1983–84
- Kupagyőztesek Európa-kupája (KEK)
  - elődöntős: 1982–83